# Campionati del mondo di atletica leggera 2009 - Lancio del giavellotto maschile
La gara di lancio del giavellotto maschile ai campionati del mondo di atletica leggera 2009 si è svolta il 21 e il 23 agosto. Hanno partecipato 47 atleti (dei 49 iscritti).
La medaglia d'oro è stata vinta dal norvegese Andreas Thorkildsen con la misura di 89,59 m, mentre argento e bronzo sono stati vinti, rispettivamente, dal cubano Guillermo Martínez e dal giapponese Yukifumi Murakami.

## Qualificazioni
Gli atleti sono stati divisi in due gruppi, A e B. Si qualificano alla finale coloro che superano gli 82 m (Q), e i migliori 12 classificati (q).
| Pos, | Gruppo | Atleta                  | Nazionalità   | 1° lancio | 2° lancio | 3° lancio | Ris,           | Note                                     |
| ---- | ------ | ----------------------- | ------------- | --------- | --------- | --------- | -------------- | ---------------------------------------- |
| 1    | B      | Vadims Vasiļevskis      | Lettonia      | 86,69     |           |           | 86,69          | Q                                        |
| 2    | A      | Yukifumi Murakami       | Giappone      | 74,87     | 83,10     |           | 83,10          | Q,                                       |
| 3    | A      | Guillermo Martínez      | Cuba          | x         | 76,69     | 82,50     | 82,50          | Q                                        |
| 4    | A      | Tero Pitkämäki          | Finlandia     | 80,96     | x         | 81,65     | 81,65          | q                                        |
| 5    | B      | Mark Frank              | Germania      | 79,04     | 80,85     | -         | 80,85          | q                                        |
| 6    | A      | Andreas Thorkildsen     | Norvegia      | x         | 80,37     | 79,93     | 80,37          | q                                        |
| 7    | B      | Teemu Wirkkala          | Finlandia     | 76,82     | 79,84     | 79,23     | 79,84          | q                                        |
| 8    | A      | Ainārs Kovals           | Lettonia      | 79,76     | x         | x         | 79,76          | q                                        |
| 9    | B      | Petr Frydrych           | Rep. Ceca     | 79,57     | 78,14     | 72,73     | 79,57          | q                                        |
| 10   | A      | Tero Järvenpää          | Finlandia     | 77,22     | x         | 79,48     | 79,48          | q                                        |
| 11   | B      | Sean Furey              | Stati Uniti   | x         | 74,51     | 79,28     | 79,28          | q,                                       |
| 12   | B      | Antti Ruuskanen         | Finlandia     | 78,61     | 78,69     | 76,82     | 78,69          | q                                        |
| 13   | A      | Sergej Makarov          | Russia        | 78,68     | x         | 78,47     | 78,68          |                                          |
| 14   | B      | Stuart Farquhar         | Nuova Zelanda | 72,84     | 74,54     | 78,53     | 78,53          |                                          |
| 15   | A      | Csongor Olteán          | Ungheria      | 74,75     | x         | 78,46     | 78,46          |                                          |
| 16   | A      | Mihkel Kukk             | Estonia       | 72,63     | 76,70     | 78,18     | 78,18          |                                          |
| 17   | A      | Mike Hazle              | Stati Uniti   | x         | 76,98     | 78,17     | 78,17          |                                          |
| 18   | A      | Park Jae-myong          | Corea del Sud | 75,62     | 76,17     | 78,16     | 78,16          |                                          |
| 19   | B      | Fatih Avan              | Turchia       | 78,12     | x         | 68,12     | 78,12          |                                          |
| 20   | B      | Aleksandr Ivanov        | Russia        | x         | 77,13     | 78,00     | 78,00          |                                          |
| 21   | A      | Qin Qiang               | Cile          | 76,87     | 75,40     | 77,65     | 77,65          |                                          |
| 22   | A      | Roman Avramenko         | Ucraina       | 73,85     | 76,46     | 77,44     | 77,44          |                                          |
| 23   | B      | Tom Goyvaerts           | Belgio        | 77,37     | x         | 73,62     | 77,37          |                                          |
| 24   | B      | Chris Hill              | Stati Uniti   | 70,23     | 75,20     | 77,14     | 77,14          |                                          |
| 25   | A      | Aliaksandr Ashomka      | Bielorussia   | 72,83     | 76,85     | 76,04     | 76,85          |                                          |
| 26   | A      | Ēriks Rags              | Lettonia      | 76,23     | x         | 75,97     | 76,23          |                                          |
| 27   | B      | Oleksandr Pyatnytsya    | Ucraina       | 76,13     | 75,61     | x         | 76,13          |                                          |
| 28   | A      | Vítězslav Veselý        | Rep. Ceca     | 75,16     | 75,76     | 69,48     | 75,76          |                                          |
| 29   | B      | Uladzimir Kazlou        | Bielorussia   | x         | 73,17     | 75,38     | 75,38          |                                          |
| 30   | A      | Jonas Lohse             | Svezia        | x         | 75,33     | 74,46     | 75,33          |                                          |
| 31   | B      | Igor Janik              | Polonia       | 75,20     | x         | x         | 75,20          |                                          |
| 32   | A      | Melik Janoyan           | Armenia       | 68,74     | 74,74     | 72,75     | 74,74          | Miglior prestazione personale stagionale |
| 33   | A      | Adrian Markowski        | Polonia       | 68,84     | 72,87     | 74,13     | 74,13          |                                          |
| 34   | A      | Tino Häber              | Germania      | 73,66     | 74,11     | 73,64     | 74,11          |                                          |
| 35   | A      | Stefan Müller           | Svizzera      | 71,09     | 71,63     | 72,83     | 72,83          |                                          |
| 36   | B      | Jung Sang-jin           | Corea del Sud | x         | 72,80     | x         | 72,80          |                                          |
| 37   | B      | Arley Ibargüen          | Colombia      | 69,49     | 72,54     | x         | 72,54          |                                          |
| 38   | B      | Ilya Korotkov           | Russia        | 71,59     | 70,37     | x         | 71,59          |                                          |
| 39   | A      | Thomas Smet             | Belgio        | 70,35     | x         | 68,23     | 70,35          |                                          |
| 40   | B      | Mohamed Ali Kebabou     | Egitto        | 64,68     | 68,75     | -         | 68,75          |                                          |
| 41   | A      | Víctor Fatecha          | Paraguay      | 66,31     | 68,65     | 65,93     | 68,65          |                                          |
| 42   | B      | Júlio César de Oliveira | Brasile       | 67,85     | 68,49     | x         | 68,49          |                                          |
| 43   | A      | Tomas Intas             | Lituania      | 68,40     | x         | x         | 68,40          |                                          |
| 44   | B      | John Robert Oosthuizen  | Sudafrica     | 67,86     | x         | 67,57     | 67,86          |                                          |
| 45   | B      | Mervyn Luckwell         | Regno Unito   | 65,02     | 61,42     | 66,30     | 66,30          |                                          |
|      | B      | Ignacio Guerra          | Cile          | x         | x         | x         | nessuna misura |                                          |
|      | B      | Tanel Laanmäe           | Estonia       | x         | x         | -         | nessuna misura |                                          |
| -    | B      | Andrus Värnik           | Estonia       |           |           |           |                | non partito                              |

## Finale
Ogni atleta ha a disposizione 3 lanci; i migliori 8 accedono alle 3 prove successive.
| Pos. | Atleta              | Nazione     | Lanci di qualificazione | Lanci di qualificazione | Lanci di qualificazione | Lanci di finale | Lanci di finale | Lanci di finale | Risultato | Note                                     |
| Pos. | Atleta              | Nazione     | 1°                      | 2°                      | 3°                      | 4°              | 5°              | 6°              | Risultato | Note                                     |
| ---- | ------------------- | ----------- | ----------------------- | ----------------------- | ----------------------- | --------------- | --------------- | --------------- | --------- | ---------------------------------------- |
| 1    | Andreas Thorkildsen | Norvegia    | 77,80                   | 89,59                   | 88,95                   | x               | -               | -               | 89,59     | Miglior prestazione personale stagionale |
| 2    | Guillermo Martínez  | Cuba        | 83,43                   | 83,28                   | 78,22                   | 77,27           | -               | 86,41           | 86,41     | Miglior prestazione personale stagionale |
| 3    | Yukifumi Murakami   | Giappone    | 76,01                   | 82,97                   | x                       | x               | -               | 77,90           | 82,97     |                                          |
| 4    | Vadims Vasilevskis  | Lettonia    | x                       | x                       | 82,05                   | x               | x               | 82,37           | 82,37     |                                          |
| 5    | Tero Pitkämäki      | Finlandia   | 81,90                   | 81,14                   | 80,50                   | x               | 80,17           | 81,14           | 81,90     |                                          |
| 6    | Antti Ruuskanen     | Finlandia   | 75,36                   | 75,67                   | 81,87                   | 78,65           | x               | 80,87           | 81,87     |                                          |
| 7    | Ainārs Kovals       | Lettonia    | x                       | 81,54                   | x                       | x               | 75,98           | 76,39           | 81,54     |                                          |
| 8    | Mark Frank          | Germania    | 73,77                   | 79,86                   | x                       | x               | x               | 81,32           | 81,32     |                                          |
| 9    | Teemu Wirkkala      | Finlandia   | 79,76                   | x                       | 79,82                   |                 |                 |                 | 79,82     |                                          |
| 10   | Petr Frydrych       | Rep. Ceca   | 78,57                   | x                       | 79,29                   |                 |                 |                 | 79,29     |                                          |
| 11   | Tero Järvenpää      | Finlandia   | 75,43                   | x                       | 75,57                   |                 |                 |                 | 75,57     |                                          |
| 12   | Sean Furey          | Stati Uniti | 73,18                   | 74,51                   | 73,77                   |                 |                 |                 | 74,51     |                                          |